# Síndrome de Mayer-Rokitansky-Kuster-Hauser
Síndrome de Mayer-Rokitansky-Küster-Hauser (MRKH), agênese vaginal ou agenesia mülleriana é uma anomalia congênita do aparelho reprodutor feminino caracterizada por uma falha no desenvolvimento dos ductos de Müller, resultando em um útero ausente e graus variáveis de hipoplasia vaginal. O mal ocorre em 1 em cada 5000 a 7000 mulheres nascidas e suas causas não são claramente conhecidas.   
A agenesia mülleriana (ausência do útero, cérvice ou colo do útero e/ou parte da vagina) é a causa de 15% dos casos de amenorréia primária. Como a maior parte da vagina não se desenvolve a partir dos ductos müllerianos, e sim do seio urogenital (assim como a bexiga e a uretra), ela está presente mesmo na ausência do ductos müllerianos. Da mesma forma, como os ovários não se desenvolvem a partir dos ductos de Müller, mulheres portadoras da síndrome têm características sexuais secundárias normais. Além disso, a possibilidade de prazer sexual permanece intacta, já que o orgasmo feminino provém essencialmente do clitóris, órgão não afetado pela síndrome. Embora sejam inférteis devido à falta de um útero funcional, mulheres portadoras da síndrome podem ter filhos biológicos por meio de um transplante uterino, ou através de uma outra mulher, que aceite gestar em seu próprio útero o óvulo fecundado (tratamento médico de reprodução assistida).   
Apesar de ser considerado um distúrbio genético, suas causas ainda são pouco conhecidas. Acredita-se que a condição seja resultado de uma herança autossômica dominante com penetrância incompleta e expressividade variável, o que dificulta a identificação dos mecanismos subjacentes causadores da síndrome. Devido à variação nos padrões de herança, penetrância e expressividade, a MRKH é subdividida em dois tipos: Tipo 1, em que apenas as estruturas desenvolvidas a partir do ductos müllerianos são afetadas (parte superior da vagina, colo do útero e útero) e Tipo 2, em que, além das estruturas afetadas no Tipo 1, há malformações adicionais de outros sistemas do corpo, incluindo os sistemas renal e esquelético. MRKH Tipo 2 é conhecida também como associação de MURCS.  
Na maioria dos casos, a síndrome de MRKH é classificada como esporádica, mas alguns casos em família indicam que, pelo menos para alguns pacientes, a MRKH é um distúrbio hereditário. As causas subjacentes da síndrome de MRKH ainda estão sendo pesquisadas, mas vários genes já foram investigados em relação a uma possível associação com a síndrome. A maioria desses estudos serviu para descartá-los como fatores causadores da MRKH. Até o momento, apenas os genes WNT4 e HNF1B foram associados à MRKH em 1-2% dos casos em estudos envolvendo apenas um pequeno número de pacientes.
O nome da síndrome é um tributo à August Franz Josef Karl Mayer (1787–1865), Carl Freiherr von Rokitansky (1804–1878), Hermann Küster (1879–1964) e Georges Andre Hauser (1921–2009).

## Indícios e sintomas
A portadora da síndrome de MRKH tem cariótipo 46, XX e é hormonalmente normal. Ao entrar na puberdade, desenvolve seios, pêlos pubianos e axilares, alargamento da bacia, entre outras características sexuais secundárias. Tem pelo menos um ovário intacto e ovula. Pode ou não ter um mínimo de profundidade vaginal (às vezes até 3,5 cm).[carece de fontes?]
Se portar MRKH Tipo 2, pode ter apenas um rim e apresentar problemas de audição, esqueléticos e/ou cardiovasculares.[carece de fontes?]
O diagnóstico é feito manualmente, podendo ou não contar com testes cromossômicos, intravenosos, de raios X ou ultrassom.[carece de fontes?]
Sem útero, a portadora da síndrome não pode gerar filhos sem intervenção médica. A concepção de filhos biológicos é possível por meio de fertilização in vitro (FIV) e a gestação por meio de um útero de substituição. O transplante de útero já foi realizado com sucesso em algumas mulheres [carece de fontes?], mas ainda é pouco acessível para a maioria.
Em geral, a anomalia é descoberta na adolescência, quando o ciclo menstrual não inicia (amenorréia primária), ou na primeira relação sexual[carece de fontes?]. Algumas pessoas com MRKH descobrem a síndrome mais cedo, quando realizam cirurgias para condições não relacionadas [carece de fontes?].
As portadoras da síndrome podem sofrer conflitos de identidade de gênero e de autoimagem.

## Causas
O WNT4 (encontrado no braço curto (p) do cromossomo 1) está comprovadamente implicado na versão atípica desse distúrbio. Uma mutação genética provoca uma substituição de resíduos de leucina por prolina na posição de aminoácidos 12. Essa ocorrência reduz os níveis intranucleares de β catenina. Além disso, cancela a inibição de enzimas esteroidogênicas como 3β-hidroxiestero desidrogenase e 17α-hidroxilase. As portadoras da síndrome, portanto, apresentam excesso de androgênio. Além disso, sem o WNT4, o ducto mülleriano é deformado ou ausente. Órgãos reprodutivos femininos, como o colo do útero, trompas de falópio, ovários e grande parte da vagina, são afetados.[carece de fontes?]
Uma associação com uma mutação de deleção no braço longo (q) do cromossomo 17 (17q12) foi relatada. O gene LHX1 está localizado nessa região e pode ser a causa de vários desses casos.[carece de fontes?]

## Diagnóstico

### Classificação
- MRKH típica - Aplasia uterovaginal isolada/hipoplasia
  - Prevalência - 64%
- MRKH atípica - Aplasia uterovaginal/hipoplasia com malformação renal ou aplasia uterovaginal / hipoplasia com disfunção ovariana
  - Prevalência - 24%
- Síndrome de MURCS - Aplasia uterovaginal/hipoplasia com malformação renal, malformação esquelética e malformação cardíaca
  - Prevalência - 12%

## Tratamento
O tratamento envolve a pessoa atingida e seus parentes [carece de fontes?]  e as técnicas mais comuns para a reversão do problema são a vaginoplastia ou os exercícios para dilatação do canal vaginal. 
Há vários tipos de vaginoplastia. No procedimento de McIndoe, um enxerto de pele é usado para criar uma vagina artificial. Após a cirurgia, o uso de dilatadores é necessário para prevenir a estenose vaginal [carece de fontes?]. O procedimento de Vecchietti também se mostrou eficaz na criação de uma vagina artificial comparável a uma normal. No procedimento de Vecchietti, uma pequena “azeitona” de plástico é costurada contra a área vaginal, e os fios são puxados através da pele vaginal e para cima através do abdome e do umbigo, usando cirurgia laparoscópica. Lá os fios ficam presos a um dispositivo de tração. A operação leva cerca de 45 minutos. O dispositivo de tração é então apertado diariamente para que a “azeitona” seja puxada para dentro e estique a vagina em aproximadamente 1 cm por dia, criando uma vagina de aproximadamente 7 cm (ou mais) de profundidade em 7 dias [carece de fontes?]. Outra abordagem é o autotransplante de cólon sigmóide ressecado por meio de cirurgia laparoscópica [carece de fontes?].
O transplante de útero foi realizado em várias pessoas com MRKH, mas a cirurgia ainda está em fase experimental [carece de fontes?]. Como os ovários estão presentes, as mulheres com essa condição podem ter filhos biológicos por meio de fertilização in vitro com transferência de embriões para um útero de substituição. Em outubro de 2014, uma mulher sueca de 36 anos se tornou a primeira pessoa com um útero transplantado a dar à luz um bebê saudável [carece de fontes?]. Ela nasceu sem útero, mas tinha ovários normais. Ela e o pai passaram pela fertilização in vitro para produzir 11 embriões, que foram então congelados. Em seguida, médicos da Universidade de Gotemburgo realizaram o transplante do útero doado por uma amiga da família de 61 anos de idade. Um dos embriões congelados foi implantado um ano após o transplante, e um menino nasceu prematuro com 31 semanas após a mãe desenvolver pré-eclampsia.[carece de fontes?]
Pesquisas promissoras envolvem o uso de estruturas cultivadas em laboratório, que são menos sujeitas às complicações do tecido não vaginal e usam as próprias células da pessoa como fonte de cultura. [carece de fontes?]

## Epidemiologia
A prevalência da síndrome ainda é pouco investigada. Até o momento, foram feitos apenas dois estudos nacionais de base populacional que indicaram uma prevalência de cerca de 1 em 5.000 mulheres nascidas [carece de fontes?]. De acordo com alguns relatos [carece de fontes?], a rainha Amália, da Grécia, pode ter tido a síndrome, mas uma revisão de 2011 da evidência histórica [carece de fontes?] concluiu que não é possível determinar que ela e seu marido eram incapazes de terem um filho. Não ter produzido um herdeiro contribuiu para que o rei Otto fosse derrubado [carece de fontes?].

## Pessoas com MRKH
- Esther Morris Leidolf, sociologista médica e ativista intersexo
- Jaclyn Schultz, Miss Michigan
- Amália de Oldenburgo, rainha da Grécia
- Eva Braun, mulher de Hitler[2]